# Anne Marie Morris
Pour les articles homonymes, voir Morris.
Anne Marie Morris (née le 5 juillet 1957) est une femme politique du Parti conservateur britannique et ancienne avocate. Elle est députée pour Newton Abbot de 2010 à 2024.

## Jeunesse et carrière
Morris est née à Londres le 5 juillet 1957. Elle fait ses études à la Bryanston School dans le Dorset et à l'Université d'Oxford, où elle étudie le droit. Après une carrière de juriste d'entreprise, elle devient directrice marketing pour PricewaterhouseCoopers (PwC) et Ernst and Young. Elle est élue conseillère au conseil du comté de West Sussex pour la circonscription de Cuckfield &amp; Lucastes en 2005 et préside le comité d'examen de la santé du conseil.

## Carrière parlementaire
À la suite de tentatives infructueuses d'être sélectionnée comme candidate pour le parti conservateur à Lewes et Arundel et South Downs, en décembre 2006, Morris est sélectionné pour Newton Abbot. En mars 2007, elle démissionne de son poste de conseiller dans le West Sussex.
Lors des élections générales de 2010 Morris est élue au siège de Newton Abbot dans une lutte serrée contre le sortant, Richard Younger-Ross, qui est député de l'ancienne circonscription de Teignbridge, par 523 voix.
En 2013, elle est l'une des 30 rebelles conservateurs dont les votes contribuent à faire échouer les plans d'action militaire du gouvernement en Syrie. Elle déclare plus tard qu'elle a pris cette décision parce que les plans d'action militaires "semblaient mal pensés et sentaient le changement de régime", mais soutenaient les plans de frappes aériennes contre l'EIIL.
Aux élections générales de 2015, elle augmente sa majorité à 11 288 voix et à nouveau aux élections de 2017 à 17 160 voix.
En 2014, elle dirige le tout premier examen des politiques du Royaume-Uni pour envisager une formation à l'entrepreneuriat pour tous les niveaux d'enseignement, « Un système éducatif pour un entrepreneur».
Morris soutient la sortie du Royaume-Uni de l'Union européenne avant le référendum de 2016.
Le 15 novembre 2018, elle dépose une lettre de défiance contre Theresa May.

### Suspension du groupe conservateur
En juillet 2017, Morris fait face à des appels pour qu'elle soit suspendue du groupe conservateur après avoir été enregistré dans un panel parlementaire en utilisant l'idiome « nigger in the woodpile » pour décrire la menace de quitter l'UE sans accord, lors du lancement d'un rapport dans l'avenir du secteur financier britannique après le Brexit,,. Morris déclare plus tard que le commentaire était "totalement involontaire" et a présenté des excuses sans réserve. Le Premier ministre Theresa May ordonne au whip en chef de la suspendre après la publication des commentaires de Morris sur le site Web du HuffPost. Le terme avait déjà été utilisé à la Chambre des lords par le pair conservateur Robert Dixon-Smith en 2008.
Pendant la période de suspension, le parti conservateur local de la circonscription ne prend aucune mesure et soutient Morris sur la question. Elle est réintégrée le 12 décembre 2017, un jour avant un vote crucial sur le processus du Brexit. Bien que Morris ait voté avec le gouvernement conservateur, le gouvernement est battu par quatre voix.

## Vie privée
Morris vit à Newton Abbot et à Londres. Son ancien partenaire est le financier Roger Kendrick qui a été autrefois de son directeur de campagne.